# Сафронов, Анатолий Иванович
Анатолий Иванович Сафронов (22 июня 1922 — 7 июня 2017) — деятель советской газовой промышленности, Герой Социалистического Труда (1982). Участник Великой Отечественной войны.

## Биография
Анатолий Иванович Сафронов родился 22 июня 1922 года в селе Ловцы (ныне — Луховицкий район Московской области). Окончил семь классов школы и Егорьевский станкостроительный техникум. С началом Великой Отечественной войны Сафронов был призван на службу в Рабоче-Крестьянскую Красную Армию. Был направлен на учёбу в артиллерийско-зенитное училище ЛАТУЗА, которое было эвакуировано в Томск. Окончил училище в 1942 году в качестве командира расчёта орудия. Затем командование направило А.И. Сафронова на командирские курсы. В январе 1943 года он окончил Омское военное зенитно-прожекторное училище, направлен в Действующую армию на фронт в звании лейтенанта артиллерии. В составе зенитно-артиллерийской дивизии воевал на Степном и Воронежском фронтах. Участвовал в боях на Курской дуге – на белгородском и харьковском направлениях, сражался на легендарном Прохоровском поле в составе дивизии РГК (резерв главного командования). Во время наступления на Полтаву, в районе Богодухова, получил тяжёлое ранение. Лечился в эвакогоспитале в Саратове. В марте 1944 года, после излечения, уволен (демобилизован) из рядов РККА по состоянию здоровья.
После демобилизации работал военруком в школе.
С 1946 года работал в газовой промышленности СССР, был начальником механических мастерских 6-го Гавриловского районного управления (ныне филиал "Гавриловское ЛПУМГ" ООО "Газпром трансгаз Москва"), затем возглавил это управление. В 1960—1964 годах Сафронов возглавлял Закавказское управление магистральных газопроводов и Дирекцию строительства газопровода «Моздок-Орджоникидзе-Тбилиси», затем в течение девяти лет занимал должность заместителя начальника управления по капитальному строительству Московского управления магистральных газопроводов.
В 1970 г. получает персональное задание Министра газовой промышленности А.К. Кортунова возглавить Управление строительства газопровода "Мессояха - Норильск", прокладываемого за Полярным кругом и газодобывающих предприятий "Заполярьегаз". В трудных условиях заполярья, в короткий срок сумел мобилизовать коллектив на решение технических и хозяйственных задачи, обеспечив своевременный ввод в эксплуатацию самого северного в стране газопровода.
С 1973 по 1985 годы А. И. Сафронов работал директором Московского производственного объединения по транспортировке и поставкам газа «Мостранзгаз» (ныне ООО "Газпром трансгаз Москва") Министерства газовой промышленности СССР. Это производственное объединение объединяло в себе около 40 структурных подразделений, где работало порядка 10 тысяч работников. Объединение Сафронова обслуживало 19 регионов СССР, организуя подачу газа в сотни населённых пунктов.
С 1977 по 1982 гг. - депутат Видновского городского Совета народных депутатов.
С 1982 г. - член президиума Московского обкома профсоюза рабочих нефтяной и газовой промышленности.
Указом Президиума Верховного Совета СССР от 27 мая 1982 года за «выдающиеся производственные достижения, досрочное выполнение планов и социалистических обязательств 1981 года, проявленную трудовую доблесть» Анатолий Иванович Сафронов был удостоен высокого звания Героя Социалистического Труда с вручением ордена Ленина и медали «Серп и Молот».
В 1985 году А.И. Сафронов был командирован в Финляндию, где работал до 1988 г.
В начале 1990-х гг. работал в должности инженера Управления материально-технического отдела "Мострансгаз".
В 1996 г. вышел на пенсию. Проживал в Москве.
Награждён двумя орденами Ленина, Октябрьской Революции,  Отечественной войны 1-й степени, Трудового Красного Знамени. Удостоен званий "Заслуженный работник нефтяной и газовой промышленности РСФСР", "Почетный работник газовой промышленности".  Награжден медалями "За отвагу", "За трудовую доблесть", значком "Отличник Министерства газовой промышленности" и рядом других юбилейных медалей.
22 июня 2022 г. в поселке Газопровод (Новая Москва) на территории уличной экспозиции Музея магистрального транспорта газа состоялась торжественная церемония открытия памятника-бюста Сафронову Анатолию Ивановичу.
В преддверии праздновования Дня работников нефтяной и газовой промышленности - 30 августа 2022 года состоялась премьера документального фильма "Анатолий Сафронов".